# Napoleão Felipe Biscaldi
Napoleão Felipe Bertolane Biscaldi (São Paulo, 1911 – São Paulo, 27 de fevereiro de 1972) filho de Luiz Biscaldi e Josefa Biscaldi, foi um funcionário público aposentado pela prefeitura de São Paulo que, ao sair de casa, foi vítima de uma bala perdida na cabeça em uma suposta troca de tiros entre policiais e militantes do Movimento de Libertação Popular (Molipo).
O seu caso consta como um dos investigados da Comissão da Verdade (CNV), que apura mortes e desaparecimentos na ditadura militar brasileira.

## Biografia
Napoleão Felipe Biscaldi, nasceu no ano de 1911 na capital paulistana e na época no fatídico acontecimento era um funcionário público aposentado. Filho de Josefa e Luiz, foi morto a tiros no dia 27 de fevereiro de 1972, em frente a casa onde residia na Serra de Botucatu. O corpo de Napoleão foi exibido durante cinco horas, até a chagada do IML (Instituto Médico Legal). A versão oficial divulgada pelo Jornal Folha de S.Paulo, dizia que o homem havia sido morto por militantes durante um tiroteio entre os mesmos e policiais, contudo a explicação dada pelos militares na época não se sustentou. A Comissão Nacional da Verdade (CNV) investigou o caso e averiguou relatos de moradores do bairro que testemunharam que não houve qualquer disparo feito por armas de fogo partindo dos militantes.
Mesmo não tendo nenhuma filiação política, Napoleão foi uma vítima do sistema ditatorial brasileiro.

## Morte
Segundo relatos de moradores da rua Serra de Botucatu, no bairro do Tatuapé, no dia 27 de fevereiro de 1972, o quarteirão foi cercado pela polícia para que ninguém saísse ou entrasse ali. Ao ouvir o barulho de tiros, Napoleão Felipe Biscaldi informou à esposa, Dona Alda, que iria buscar o filho que estava no campo de futebol próximo dali. Ao sair para a rua, ele foi atingido por uma bala perdida, proveniente de tiros disparados durante uma perseguição aos membros do Movimento de Libertação Popular (Molipo), Alexander José Ibsen Voerões - foi morto na mesma rua onde Napoleão morreu - e Lauriberto José Reyes - assassinado em outro quarteirão. Devido aos ferimentos causados pelos disparos, Napoleão veio a falecer.
Houve, na época, relatos de moradores de ruas próximas ao local da morte de Napoleão que contradizem as versões policiais. Segundo estes relatos, o quarteirão havia sido cercado, o que impossibilitava a entrada ou saída dali. Adalberto Barreiro, morador, na época, da rua paralela ao incidente, relatou que havia um homem que tentava correr, mas segurava a perna e mancava, até que passaram policiais atirando de dentro de um Opala branco, estes ainda tinham metade do corpo para fora. O primeiro a ser atingido foi Napoleão, logo após, balearam o rapaz manco, que, aparentemente, foi morto na hora. Adalberto ainda disse que os policiais jogaram este homem no porta-malas do carro, que tinha ainda uma mulher japonesa, presa. Ao contrário da versão oficial, os moradores que viram o acontecido, disseram que em nenhum instante os militantes sacaram algum tipo de arma.
O corpo dele permaneceu na rua por mais de cinco horas até a chegada da equipe do Instituto Médico Legal (IML), enquanto os corpos dos outros militantes foram recolhidos logo após o assassinato, tendo sido levados no porta-malas de um carro de polícia.

O jornal Folha de S.Paulo publicou uma nota oficial sobre a morte dos dois militantes dois dias após o acontecimento:
| “ | Dois terroristas, um dos quais natural do Chile, ao dispararem metralhadora e revolver contra agentes do órgãos de repressão, acabaram por atingir e matar o sr. Napoleão Felipe Biscaldi, de 61 anos de idade, no certo realizado domingo na rua Serra de Botucatu, bairro do Tatuapé. As informações foram liberadas ontem pelas autoridades federais em São Paulo que no prosseguimento de investigações, tomaram conhecimento de um encontro entre os terroristas às 17 horas de anteontem. Montado o dispositivo de certo naquela área, os dois terroristas, ao receberem voz de prisão, reagiram, atirando de metralhadora e revolver contra os agentes de segurança. | ” |

Dia 4 de junho de 1997, dois integrantes d'A Comissão de Familiares de Mortos e Desaparecidos Políticos visitaram o lugar afim de coletar depoimentos de moradores e investigar o caso. Há depoimentos que afirmam que o local do crime continha uma metralhadora em um tripé e que ocorria uma operação militar, além de policiais armados em um Opala branco com metade do corpo para fora do carro. A partir dos depoimentos, os dois integrantes da comissão relataram:
| “ | Primeiro, atingiram Napoleão Felipe Biscaldi – um funcionário público aposentado antigo morador da Serra de Botucatu, que atravessava a rua; depois balearam um rapaz que mancava. O rapaz aparentemente foi morto na hora. Os policiais o jogaram no porta-malas do carro. As ruas estavam cercadas de policiais. | ” |

As investigações sobre esse caso mostram diversos elementos que permitem concluir que a versão oficial não foi divulgada corretamente. Na época, não foi realizada nenhuma perícia que comprovasse o suposto tiroteio relatado, além de não terem sido localizados documentos que comprovassem a relação das armas usadas ou fotos do local onde o crime aconteceu. Como o corpo de Napoleão ficou cinco horas na rua à espera da perícia, não foram feitas fotos da vítima, o que fez com que ele fosse registrado como terrorista no documento oficial. A Comissão de Familiares de Mortos e Desaparecidos Políticos não conseguiu ter contato com a sua família e não houve indenização e nem requerimento de seu caso na Comissão Especial sobre Mortos e Desaparecidos Políticos.
Quando foi encaminhado para o IML à mando do Departamento Regional de Polícia da Grande São Paulo, havia uma letra "T" escrita à mão no corpo, o que na época significava terrorista (como eram chamadas as pessoas que iam contra as ideologias impostas pelo governo da época). Essa tática foi usada como forma de justificativa para o assassinato cometido. Contudo, de acordo com investigações feitas pela Comissão Nacional da Verdade, Napoleão teria sido morto por ter presenciado um episódio de extermínio de militantes, pelos militares.
Manuel Biscaldi, filho de Napoleão, foi quem reconheceu o corpo do aposentado no necrotério. Em 28 de fevereiro de 1972, Napoleão Felipe Biscaldi foi enterrado pela família no cemitério de Araçá.

## Conclusão do Caso
A Comissão Nacional da Verdade (CNV) concluiu, após as investigações realizadas, que Napoleão Felipe Biscaldi foi morto em razão de ação violenta promovida por agentes do Estado, no contexto da ditadura militar brasileira.
Em 20 de março de 2014, Maria Amélia Teles ou Amelinha, em depoimento perante a CNV de São Paulo, relata que houve tentativa de apuração de fatos através dos vizinhos de Napoleão. Em uma das conversas, com a Dona Maria Celeste Matos, foi relatado que: "o esquadrão da morte comandou uma ação militar em alguns quarteirões da rua". Dona Maria, afirmou, segundo Maria Amélia Teles, que seu filho estava jogando bola no campinho de futebol com o filho de Napoleão e, ao ouvir diversos barulhos de tiros, Napoleão foi buscar os meninos: "O sr. Napoleão estava em casa pintando um varal de roupas para mim. Ele ouviu tanto tiro, um atrás do outro, e ele então falou à sua esposa, Dona Alda, que iria buscar seu filho que estava jogando bola no campinho, foi quando eke saiu para rua e foi executado pelo esquadrão da morte que saiu atirando rua afora".
Nenhum documento em relação às armas usadas ou fotos do local foi encontrado.